# Svenneklassen
Svenneklassen var en av det svenska adelsståndets tre klasser som fastställdes vid 1626 års riddarhusordning. Svenneklassen räknades till lågadeln och var den tredje klassen. Hit räknades den del av den obetitlade adeln som inte räknades till riddarklassen.
Övriga klasser var herreklassen som var den första klassen och riddarklassen som var den andra klassen.